# Akcja „Zachód”
Akcja Zachód – operacja wysiedlenia ukraińskich rodzin podejrzewanych o współpracę z OUN lub UPA na mocy decyzji Rady Ministrów ZSRR nr 3214-1050 z 10 września 1947. Akcję rozpoczęto w obwodach: rówieńskim, wołyńskim, lwowskim, drohobyckim, stanisławowskim i tarnopolskim 21 października 1947 o godz. 6.00 i w większości zakończyła się tego samego dnia (ostatnie osoby wywieziono 23 października). W sumie wywieziono 76 192 osoby, które osiedlano w niesprzyjających warunkach na terenach Kazachskiej SRR, na Północy i na Syberii. Zdolni do pracy zmuszeni zostali do ciężkiej pracy w kopalniach, a te rodziny, w których brak było osób zdolnych do pracy, znalazły się w nędzy.

## Tło wydarzeń
Od 1944 Sowieci, wkraczając na okupowane tereny II RP, musieli się zmierzyć z ukraińską nacjonalistyczną partyzantką – UPA oraz z działalnością OUN-B. Cele obu stron nie były do pogodzenia: nacjonaliści walczyli o utworzenia własnego państwa na terenach południowo-wschodnich II Rzeczypospolitej, ZSRR zamierzało natomiast dokonać zupełnej sowietyzacji tych ziem i włączenia ich do USRR. Stało się to możliwe dzięki ustaleniom poczynionym na konferencjach: teherańskiej i jałtańskiej. W 1944 powrócono do podziału terytorialnego z czasu okupacji radzieckiej tych ziem w latach 1939–1941 – utworzono obwody: rówieński, wołyński, lwowski, drohobycki, stanisławowski i tarnopolski.
Po fali przymusowych wysiedleń Polaków pozostałych na tych ziemiach po czystce etnicznej dokonanej przez OUN-UPA jedynym przeciwnikiem władzy sowieckiej pozostali nacjonaliści ukraińscy. W trakcie ich zwalczania, władze oprócz militarnych działań antypartyzanckich, przeprowadzały deportacje ludności podejrzewanej o sprzyjanie OUN.

## Powody akcji
Rezygnacja z dalszych wysiedleń wobec sukcesów działań antypartyzanckich NKWD spotkała się z niezadowoleniem lokalnego aparatu partyjnego. We wrześniu 1946 r. sekretarz drohobyckiego komitetu obwodowego (obkomu) Ołeksenko prosił Chruszczowa o zgodę na wysiedlenie na przełomie 1946/1947 rodzin zdemaskowanych członków OUN. Na początku 1947 powstał plan przygotowań do masowej akcji wysiedleńczej, która objęłaby wszystkie obwody zachodniej USRR.
Istnieją przesłanki do twierdzenia, że „akcja Zachód” była szerszym, skoordynowanym planem represji wobec Ukraińców za działania OUN i UPA. W Polsce bowiem od końca kwietnia do lipca 1947 przeprowadzono akcję „Wisła”. Początkowo nosiła ona kryptonim „Wschód”. Choć nie odnaleziono do tej pory stosownych dokumentów, uzależniona od ZSRR Polska musiała uzyskać zgodę Moskwy na przeprowadzenie takiej operacji.

## Przygotowania do akcji
- 5 kwietnia 1947 KC KP(b)U wydał uchwałę o natężeniu walki z resztkami „band ukraińsko-niemieckich nacjonalistów” w zachodnich obwodach Ukrainy. W uchwale nie ma mowy o wysiedleniach, ale najprawdopodobniej po jej wydaniu sowieckie organy bezpieczeństwa przystąpiły do tworzenia spisów osób przewidzianych do deportacji,
- 23 kwietnia 1947 podczas narady sekretarzy obkomów i naczelników zachodnich obwodowych zarządów MGB z udziałem Nikity Chruszczowa i Łazara Kaganowicza we Lwowie postanowiono ostatecznie zastosować deportację jako środek zwalczania OUN i UPA. Planowano przeprowadzić operację we wszystkich obwodach jednocześnie jako wstęp do przymusowej kolektywizacji rolnictwa,
- od wiosny 1947  przystąpiono do akcji propagandowej przeciw tzw. kułakom,
- 17 sierpnia 1947 Biuro Polityczne KC KP(b)U przyjęło uchwałę w celu podjęcia działań mających na celu „wyleczenie” miejscowości „zarażonych bandytyzmem”,
- 10 września 1947 r. Rada Ministrów ZSRR przyjęła uchwałę nr 3214–1050 o „zesłaniu z zachodnich obwodów USRR do obwodów: karagandyjskiego, archangielskiego, wołogodzkiego, kiemierowskiego, kirowskiego, mołotowskiego, swierdłowskiego, tiumeńskiego, czelabińskiego i czytyjskiego członków rodzin ouenowców i aktywnych bandytów aresztowanych i zabitych w starciach”,
- przygotowania do operacji utrzymywano długo w tajemnicy, 15 października poinformowano sekretarzy komitetów rejonowych (rajkomów), 17 i 18 października datę rozpoczęcia poznali naczelnicy MGB,
- do akcji skierowano kilkanaście tysięcy żołnierzy, funkcjonariuszy MWD i MGB, 26 tys. partyjnych aktywistów. Akcją kierował specjalny sztab operacyjny z siedzibą we Lwowie z zastępcą ministra spraw wewnętrznych USRR M.D. Diatłowa.

## Przebieg
Akcję Zachód rozpoczęto 21 października 1947 o godz. 6.00. W większości obwodów zakończyła się ona tego samego dnia (jedynie w obwodzie czerniowieckim przedłużyła się do 23 października). Deportowani przeważnie nie stawiali oporu. Gdzieniegdzie plotki o wysiedleniu, pojawiające się wcześniej, pozwoliły niektórym rodzinom na ucieczkę (np. w obwodzie stanisławowskim 2831 osób zdołało się ukryć). W takich sytuacjach wysiedlano dodatkowe osoby wzięte z list rezerwowych. Mienie wysiedlonych konfiskowano.
Władze sowieckie zadbały o oprawę propagandową operacji, specjalne grupy w dniach od 21 do 25 października przeprowadzały zebrania i tłumaczyły sens deportacji. Reakcja społeczeństwa była różnorodna. Część Ukraińców wyrażała radość z deportacji i oczekiwała dalszych wysiedleń. Te osoby najczęściej wywodziły się z aktywu komunistycznego i z tych rodzin, których bliscy zostali zamordowani przez nacjonalistów. Duża część społeczeństwa, przerażona wysiedleniami, zaczęła wstępować do kołchozów i oddawać zaległe kontyngenty. UPA nie podjęła prób obrony wysiedlanych.

## Skutki
W trakcie operacji wysiedlono 26 644 rodziny, w sumie 76 192 osoby, w tym: 18 866 mężczyzn, 35 152 kobiety, 22 174 dzieci. Część wywiezionych zatrudniono w kopalniach węgla m.in. w Kubaniu, Czelabińsku, Krasnojarsku.
Efektem akcji było zastraszenie ludności ukraińskiej co spowodowało niechęć i zwątpienie wobec dalszej walki podziemia. Częściej zdarzały się wypadki odmowy pomocy partyzantom. Odczuła to zwłaszcza UPA, której liczba oddziałów znacznie zmalała na początku 1948 r. Akcja Zachód była dla ruchu oporu ciosem, który przyspieszył likwidację nacjonalistycznego podziemia.